# 巴列塞科
巴列塞科（西班牙語：Valleseco），是西班牙加那利群岛拉斯帕尔马斯省的一个市镇，位于大加那利岛的北部。总面积22平方公里，总人口3784人（2018年），人口密度170人/平方公里。